# Украинская общая энциклопедия
Украинская общая энциклопедия «Книга знания» (укр. Украї́нська зага́льна енцикльопе́дія «Книга знання», УЗЕ) в трёх томах — первая энциклопедия на украинском языке, изданная во Львове (1930—1933).
Издана кооперативом «Рідна Школа» (Львов — Станислав — Коломыя) при финансовой помощи кредитно-хозяйственного кооператива «Покутского Союза» (Коломыя) и «Уездного Союза Кооперативов» (Станислав). Выходила месячными тетрадями (по 128 страниц) с апреля 1930 года — последний номер (№ 30) вышел в июле 1933 года. Использовала «харьковское» правописание.
После выхода первого тома в УССР возникла идея создания аналогичной энциклопедии — Украинской советской энциклопедии.

## Редакционная коллегия
Главный редактор Иван Раковский, члены редакционной коллегии: Владимир Дорошенко, Михаил Рудницкий, Василий Симович (редактор отдела «Украина»); и ещё 136 авторов. Иллюстрационные таблицы к общей части выполнила фирма «Ф. А. Брокгауз» в Лейпциге; цветные карты выполнили фирмы «Пиллер-Найман» и «Уния» во Львове. Текстовые иллюстрации из мастерской клише «Фототип» во Львове.

## Содержание
Энциклопедия была построена по образцу иноязычных энциклопедий, но имела самостоятельное значение в области информации об Украине: около 8 000 украиноведческих статей (при ок. 34 000 в общем) и богатый (322 страницы) отдел «Украина».